# Obaleč smrkový
Obaleč smrkový (Epinotia tedella) je drobný motýl, jehož housenky poškozují jehlice dřevin okusem.

## Zeměpisné rozšíření
Druh je rozšířen v celé Evropě. V Česku je běžným druhem.

## Popis
Vajíčka jsou kulovitá, bělavé barvy a postupně žloutnoucí až načervenale šedé. Velikost vajíček 0,7 mm.
Rozpětí křídel dospělce je asi 10–13 mm (nebo podle jiného zdroje 13 až 14 mm). Je to výrazně pruhovaný motýl s nápadně bledými tykadly. Hruď je tmavá, přední křídla žlutavě hnědá a zadní křídla se stříbřitě bílými pruhy a úzké šedé s bílými okraji. Břicho je stejné barvy jako hruď.
Housenky se živí minováním v jehlicích smrků, později vytvářejí neuspořádaný zápředek.Jsou matné, nažloutlé nebo nazelenalé hnědé nebo špinavé žluté barvy. Na hřbetě červeno-hnědé pruhy, které běží podélně přes celé tělo. Délka larvy se pohybuje mezi 9 a 10 mm.
Vyskytuje se v lesích, parcích a zahradách.

## Rostlinolékařský význam
U napadených dřevin jsou patrné vyhlodané a usychající jehlice spředené v zámotek ve svazcích s výkaly. Je to však především estetická vada a ochrana rostlin nebývá nutná. Podobné příznaky lze pozorovat u obalečů Epinotia nanana a Epinotia pygmaeana.